# Belba mongolica
Belba mongolica är en kvalsterart som beskrevs av Bayartogtokh 2000. Belba mongolica ingår i släktet Belba och familjen Damaeidae. Inga underarter finns listade.